# Stazione di Terrarossa-Tresana
Stazione di Terrarossa-Tresana 2005-ben bezárt vasútállomás Olaszországban, Terrarossa településen.

## Vasútvonalak
Az állomást az alábbi vasútvonalak érintették:
- Parma–La Spezia-vasútvonal

## Kapcsolódó állomások
A vasútállomáshoz az alábbi állomások vannak a legközelebb:
- Stazione di Aulla
- Stazione di Villafranca-Bagnone